# Route nationale 44 (Suède)
Pour les articles homonymes, voir Route nationale 44.
La route nationale 44 (en suédois : Riksväg 44) est une route nationale entre Herrestad et Götene en Suède,.

## Présentation
La route nationale 44 qui s'étend dans la comté de Västra Götaland au sud de la Suède. 
La route part de Herrestad à l'ouest d'Uddevalla, elle croise les routes européennes E6, E45 et la E20. 
Les localités principales sur le parcours sont Uddevalla, Vänersborg, Trollhättan et Lidköping.
À l'est de Trollhättan, la route nationale 44 longe la rive sud du grand lac Vänern. 
La localité le plus important de l'itinéraire est Lidköping, dont la route nationale 44 forme une rocade  de contournement. 
À Götene, la route se termine en rejoignant la E20.
La route nationale 44 a une longueur de 115 kilomètres .

## Tracé
| Km     | Lieu          | Carte interactive |
| ------ | ------------- | ----------------- |
| 0 km   | Herrestad     |                   |
|        | Uddevalla     |                   |
|        | Vänersborg    |                   |
|        | Trollhättan   |                   |
|        | Grästorp      |                   |
|        | Gillstad (sv) |                   |
|        | Lidköping     |                   |
|        | Källby        |                   |
| 115 km | Götene        |                   |

## Galerie

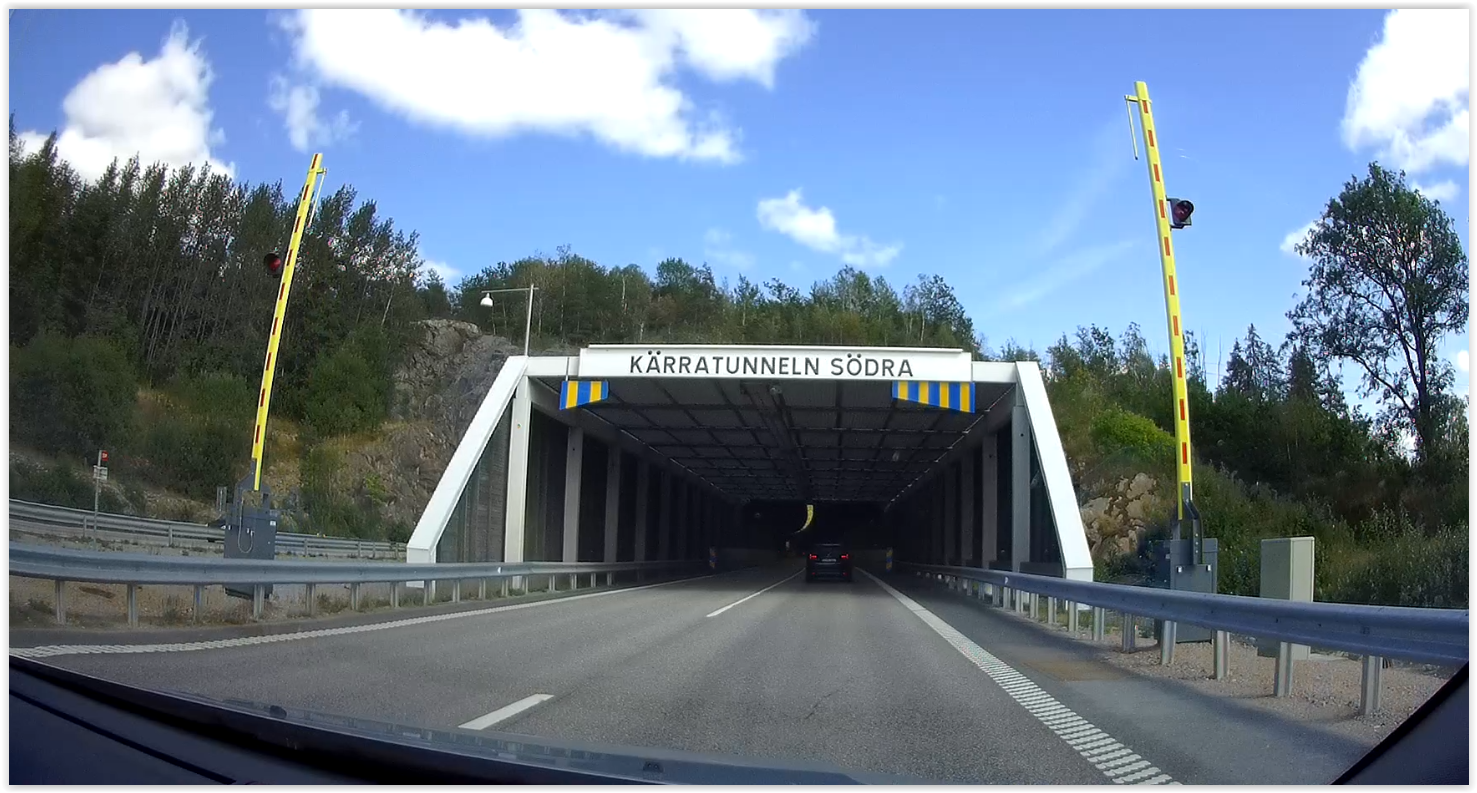
La route nationale 44 et le tunnel de Kärra.